# 야마시타 게이고
야마시타 케이고(일본어: 山下 敬吾, 1978년 9월 6일 ~ )는 일본의 바둑 기사이다. 일본기원 도쿄 본원 소속이며 9단이다.

## 약력
- 1978년 9월 6일 일본 홋카이도 아사히카와시 출생
- 1987년 일본 전국 소년소녀 바둑대회 우승(초등 2학년)
- 1998년 일본 전국 소년소녀 바둑대회 준우승(초등 3학년)
- 1989년 일본 전국 소년소녀 바둑대회 준우승(초등 4학년)
- 1993년 입단,초단
- 1994년 2단 승단, 제19기 일본 기성전 2단전
- 1995년 제20기 일본 기성전 2단전 우승, 3단 승단
- 1996년 제21기 일본 기성전 3단전 우승, 4단 승단
- 1997년 5단 승단
- 1998년 제21기 일본 기성전 5단전 우승
- 1998년 ~ 1999년 신인왕전 우승. 6단 승단
- 1999년 제14기 일본 NEC 준영전 우승.
- 2000년 신예전, 신인왕전, 제25기 일본 작은기성전 우승(대 고바야시 고이치 3:2 첫 타이틀 획득), 수재상 수상. 7단 승단
- 2001년 신인왕전 우승.
- 2003년 제27기 기성전 우승 (대 왕리청 4:1, 최연소 기성타이틀 획득), 9단 승단, 제2회 CSK배 바둑 아시아 대항전 일본 대표. 제28기 명인전 준우승 (대 요다 노리모토 1:4), 제29기 천원전 준우승(대 하네 나오키 2:3)
- 2004년 제28기 기성전 준우승 (대 하네 나오키 3:4), 9회 LG배 세계기왕전 16강. 제9회 삼성화재배 32강. 제2회 도요타덴소배 32강. 제1회 중환배 본선진출. 제30기 천원전 우승(대 하네 나오키 3:0). 제52기 왕좌전 준우승(대 장쉬 1:3)
- 2005년 제1회 중환배 4강. 제53기 왕좌전 준우승(대 장쉬 0:3)
- 2006년 제30기 기성전 우승 (대 하네 나오키 4:0), 제54기 왕좌전 우승 (대 장쉬 3:1).
- 2007년 제31기 기성전 우승 (대 고바야시 사토루 4:0), 제55기 왕좌전 우승 (대 이마무라 도시야 3:1).
- 2008년 제32기 기성전 우승 (대 조치훈 4:3), 제33기 작은기성전 준우승 (대 장쉬 1:3).
- 2009년 제33기 기성전 우승 (대 요다 노리모토 4:2), 제35기 천원전 우승 (대 장쉬 3:2).
- 2010년 제34기 기성전 준우승 (대 장쉬 1:4), 광저우 아시안게임 남자단체전 동메달, 제18회 아함동산배 준우승 (대 이야마 유타). 제65기 일본 혼인보 우승 (대 하네 나오키 4:1) 본인방도고(本因坊道吾) 호칭, 제19기 일본 용성전 우승
- 2011년 제66기 일본 혼인보 우승, 2연패 (대 하네 나오키 4:3), 제36기 명인전 우승, (대 이야마 유타 4:2)
- 2012년 제9회 춘란배 대표. 제37기 명인전 우승, 2연패 (대 하네 나오키 9단 4:3)
- 2013년 제25기 일본 용성전 우승.
- 2014년 제38기 일본 기성전 준우승 (대 이야마 유타 2:4).
- 2015년 제39기 일본 기성전 준우승 (대 이야마 유타 3:4), 제70기 일본 혼인보 준우승(대 이야마 유타 1:4), 제40기 일본 작은기성전 준우승(상대 이야마 유타 1:3)
- 2016년 제40기 일본 기성전 준우승 (대 이야마 유타 0:4)
- 2017년 제42기 일본 작은기성전 준우승 (대 이야마 유타 0:3)
- 2018년 제44기 일본 천원전 준우승 (대 이야마 유타 2:3)